# Gió làng Kình
Gió làng Kình (tên cũ: Những trận gió người) là một bộ phim truyền hình được sản xuất bởi Trung tâm Phim truyền hình Việt Nam, Đài Truyền hình Việt Nam và do Nguyễn Hữu Phần và Bùi Thọ Thịnh làm đạo diễn. Phim phát sóng vào lúc 20h10 từ thứ 2 đến thứ 6 hàng tuần bắt đầu từ ngày 17 tháng 11 năm 2008 và kết thúc vào ngày 24 tháng 12 năm 2008 trên kênh VTV1.

## Nội dung
Bối cảnh chính ở một vùng quê chuyên nghề thủ công đang trên đà đô thị hóa ở châu thổ sông Hồng.
Năm 2004, ủy ban nhân dân xã Kình Hợp (tục gọi làng Kình) tổ chức tuyển cử trưởng thôn, và đó là cơ hội cho các thế lực thủ cựu trỗi dậy với mưu toan kiềm hãm thôn quê trong trì trệ và ngu dốt. Ông Phạm Khuếnh trúng cử chức trưởng thôn và bắt đầu tung ra những vòi bạch tuộc để thao túng quyền lực xó quê, vô hình trung biến những người nông phu quen chân lấm tay bùn thành phường uống máu không tanh.
Vây cánh ông Khuếnh càng khuếch trương thì mọi thói hư tật xấu cố hữu vốn ngủ quên bao đời bỗng vùng dậy tàn hại biết bao phận người. Nhưng cũng từ chỗ căm phẫn với những thủ đoạn của ông mà đây đó dần mọc lên một số con người biết hướng thiện và khuyến thiện. Họ dần siết lại thành hàng ngũ để chặn đứng âm mưu của bè lũ Khuếnh, qua đó trả lại yên vui cho bà con làng xã.

## Kĩ thuật

### Sản xuất
Bộ phim được dựng bối cảnh tại huyện Sóc Sơn và Phúc Thọ Hà Nội. Một số nội cảnh cũng được quay ở huyện Ba Vì của tỉnh Hà Tây cũ.
Phim khởi quay vào tháng Chạp năm 2006 nhưng phải dời lịch đến tận cuối tháng 4 năm 2007 vì một số lí do bất khả kháng. Đó là lí do vì sao có một số phân đoạn mà diễn viên phải mặc áo rét. Những cảnh quay cuối cùng được hoàn thành trong tháng 9 cùng năm.

### Diễn xuất
- NSND Bùi Bài Bình trong vai Khuếnh - trưởng thôn Kình[4]
- Hồng Sơn trong vai Bài - cựu chủ nhiệm hợp tác xã thôn Kình[4]
- Nguyễn Công Lý trong vai Khoái - cháu ruột ông Khuếnh[4]
- Trương Thu Hà trong vai Đương - thư kí ủy ban thôn Kình[4]
- NSƯT Hoàng Hải trong vai Tu - cai gỗ[4]
- Trần Bình Trọng trong vai Cò - tổ trưởng bảo nông[4]
- Quốc Quân trong vai Cử - em họ Khoái[4]
- NSƯT Đỗ Kỷ trong vai Chuông - chủ tịch xã Kình Hợp[5]
- NSND Lan Hương trong vai Đoan - vợ Tu[5]
- Viết Liên trong vai Bát - trưởng họ Phạm
- Ánh Tuyết trong vai Lư - chủ tiệm bia
- Mai Lan trong vai Tuyết - gái giang hồ
- Phùng Hoàng Cường trong vai Cương - em họ Khoái
- Nguyễn Hậu trong vai Thăng - công an trưởng
- NSƯT Đình Chiến trong vai Phừng - bí thư xã Kình Hợp
- NSƯT Hồng Quân trong vai Văn - thư kí ủy ban xã
- Quang Lâm trong vai Quích - đồ tể
- Tùng Dương trong vai Khiên - chú họ ông Bát
- Thanh Hà trong vai Dinh - con ông Bát
- Thanh Hòa trong vai Hoa - con ông Chuông
- Hoàng Công trong vai Bường - người yêu Dinh
- Trần Tuấn trong vai Đài - phóng viên
- Chiến Thắng trong vai Ưởng - chồng Đương
- Mai Thu Huyền trong vai Lài - vợ Bài
- ... trong vai Nga - vợ Quích
- ... trong vai Thắm - vợ ông Bát
- Thanh Thủy trong vai Ngát - vợ ông Chuông
- ... trong vai Thản - trưởng trạm y tế thôn Kình
- Đỗ Bạch Diện trong vai Thống Bơn - thầy cúng
- ... trong vai Cán bộ điều tra công an huyện
- ... trong vai Cổn - nhân viên thuế chợ Đông

### Nhạc đề
Ca khúc chủ đề trong phim là bài "Tìm" do nhạc sĩ NSƯT Quang Hưng sáng tác và được ca sĩ Minh Chuyên thể hiện.

## Ảnh hưởng

### Công luận
Được coi là phiên bản "hiện đại" của bộ phim trước đó Ma làng (2007), với cùng đội ngũ làm phim và dàn diễn viên tương tự, Gió làng Kình được kì vọng sẽ là phim truyền hình chính luận mang tính thời sự cao với chủ đề về nông thôn. Dù vậy, tại thời điểm phát sóng, bộ phim đã bị phê bình vì các tình tiết phi thực tế, cách xây dựng nhân vật không có tính điển hình hay phóng đại lên quá mức. Hiệu ứng khán giả với bộ phim cũng được cho là "không được như mong đợi".
Các nhân vật và tuyến truyện phim được xem là phần mở rộng của thi pháp những Đất và người và Ma làng. Trong mỗi cuộc đấu trí gay cấn của hai phe trắng-đen luôn luôn có thêm những nét diễn hài duyên dáng. Phim trở thành tiền đề để đạo diễn Trần Bình Trọng (phụ tá đạo diễn kiêm chỉ đạo quay phim) thiết lập đội ngũ hề sĩ của hãng phim Bình Minh sau này. Bộ phim kéo lại được chút quan tâm của người hâm mộ là nhờ lối diễn như không diễn của các thành viên "tổ bảo nông" và nhân vật Quích đồ tể (Anh Quân lồng tiếng cho Quang Lâm). Sau khi phim công chiếu, đạo diễn Bình Trọng đã mời Anh Quân, Quang Lâm và Chiến Thắng làm "diễn viên đinh" của tổ hợp làm phim hài Tết do ông làm chủ nhiệm, đồng thời ông cũng thực hiện một phiên bản ngắn hoàn toàn là tấu hài của Gió làng Kình.
- Các câu khẩu ngữ thánh họ, đứt cước, cai vào hàm, ngon rụt cả lưỡi, lo xoắn cả ruột, dọn đám giỗ, lở mồm long móng, trích tí tiết, thua toét đít, động rồ, bậu, thiến bao nhiêu, có tiệt cái bìu vẫn lãi chán, hết khôn dồn đến dại, một ngày trong tù bằng nghìn thu ở ngoài, vạch vôi vào mồm cho chắc, nhuếnh nhoáng cho xong, hết tiền nên bật bãi rồi, tiền đến được khắc đi được, ăn chằng uống chịu, nó đến cữ rồi, thiệt đơn thiệt kép... nhờ hiệu ứng của phim mà gây bão trên mạng xã hội Việt Nam suốt giai đoạn cuối thập niên 2000.
- Theo tuần báo Văn Nghệ, vào năm 2009, Chu Bá Định - một nghiên cứu sinh Ngữ Văn Đại học Quốc gia Hà Nội - đã xướng xuất một khái niệm nghiên cứu ngữ văn phim truyện Việt Nam mà ông tạm gọi là "thế giới [của] ma làng" dựa theo xu hướng tâm lí của nhân vật Phạm Khuếnh. Bài tham cứu này được đặc cách cấp bằng phó tiến sĩ (chức danh này đã được bỏ vào năm 2018) dù khi đó Bá Định vẫn chưa học xong lớp bồi dưỡng thạc sĩ nâng cao.

### Vinh dự
| Năm  | Giải thưởng                                | Hạng mục                | (Người) đề cử | Kết quả       | Tham khảo |
| ---- | ------------------------------------------ | ----------------------- | ------------- | ------------- | --------- |
| 2008 | Giải Cánh diều                             | Phim truyện truyền hình | —             | Cánh diều bạc | [ 11 ]    |
| 2009 | Liên hoan Truyền hình toàn quốc lần thứ 28 | Phim truyền hình        | —             | Giải vàng     | [ 12 ]    |

## Liên kết
- Gió làng Kình Lưu trữ ngày 2 tháng 2 năm 2022 tại Wayback Machine trên VTV Giải trí

| VTV1: Phim truyền hình 20:10 thứ Hai - thứ Sáu (17/11 - 24/12/2008) | VTV1: Phim truyền hình 20:10 thứ Hai - thứ Sáu (17/11 - 24/12/2008) | VTV1: Phim truyền hình 20:10 thứ Hai - thứ Sáu (17/11 - 24/12/2008) |
| ------------------------------------------------------------------- | ------------------------------------------------------------------- | ------------------------------------------------------------------- |
| Chương trình trước                                                  | Gió làng Kình (17/11 - 24/12/2008)                                  | Chương trình kế tiếp                                                |
| Nhà có nhiều cửa sổ (21/8 - 14/11/2008)                             | Gió làng Kình (17/11 - 24/12/2008)                                  | Cảnh sát hình sự: Cổ vật (25/12/2008 - 22/1/2009)                   |